# Jagdfliegerführer Ungarn
Jagdfliegerführer Ungarn war ab dem 1. Oktober 1944 die Bezeichnung einer Dienststellung bzw. einer Kommandobehörde auf Brigadeebene der deutschen Luftwaffe im Zweiten Weltkrieg. Ihre Hauptaufgabe war die Luftraumverteidigung gegen westalliierte und sowjetische Einflüge nach Ungarn.

## Geschichte
Die Kommandobehörde des Jagdfliegerführer Ungarn wurde am 1. Oktober 1944 in der ungarischen Hauptstadt Budapest aufgestellt. Zu dieser Zeit war Ungarn seit dem 19. März 1944 durch das Deutsche Reich besetzt, nach dem es seit dem  20. November 1940 durch den Dreimächtepakt ein Verbündeter war. Der Jagdfliegerführer Ungarn führte deutsche und ungarische Tagjagd und Nachtjagdverbände die in Ungarn stationiert waren und nahm die Luftraumverteidigung in diesem Bereich wahr. Die Kommandobehörde war der 7. Jagd-Division des I. Fliegerkorps der Luftflotte Reich unterstellt. Am 1. Januar 1945 wurde sie aufgelöst.